# Elaeocarpus heptadactylus
Elaeocarpus heptadactylus är en tvåhjärtbladig växtart som beskrevs av Schlechter. Elaeocarpus heptadactylus ingår i släktet Elaeocarpus och familjen Elaeocarpaceae. Inga underarter finns listade i Catalogue of Life.